# د کامیکس جورنال
د کامیکس جورنال (انگلیسی: The Comics Journal) یا TCJ یک مجلهٔ آمریکایی خبری و انتقادی است که به دنیای کتاب کمیک و داستان مصور می‌پردازد و برای مصاحبه‌های طولانیش با خالقان کمیک و نیز نقدهای تیزش دربارهٔ صنعت کمیک شناخته می‌شود.